# يحيى بن معاذ الرازي
أبو زكريا يحيى بن معاذ بن جعفر الرازي، أحد علماء أهل السنة والجماعة ومن أعلام التصوف السني في القرن الثالث الهجري، وصفه الذهبي بأنه «من كبار المشايخ له كلام جيد ومواعظ مشهورة». نزيل الري، خرج إلى بلخ، وأَقام بها مدَّة، ثم انتقل إلى نيسابور فسكنها وبها مات في جمادى الأولى وكانوا ثلاثة إخوة: إسماعيل ويحيى وإبراهيم، فإسماعيل أكبرهم سنا، ويحيى أوسطهم، وإبراهيم أصغرهم، وكانوا كلهم زهادا.

## شيوخه
أبو يزيد البسطامي قال أبو طالب المكي في قوت القلوب، والغزالي في الإحياء، والقزويني في آثار البلاد وأخبار العباد، ومنه نقلت: اتصل (يعني يحي بن معاذ) بزين العارفين أبي يزيد البسطامي، فرأى من حالاته ما تحير فيها، فعلم أن الفضل بيد الله يؤتيه من يشاء، فلازم خدمته وذكر عنه حكايات عجيبة.
وقال الخطيب البغدادي في كتابيه «المتفق والمفترق» و«تاريخ بغداد» وابن الجوزي في «المنتظم» والذهبي في «تاريخ الإسلام»: سمع إسحاق بن سليمان الرازي، ومكي بن إبراهيم البلخي، وعلي بن محمد الطنافسي.

## تلامذته والرواة عنه
وقائمة تلامذته ورواته هذه ليست من باب الحصر والتتبع لمروياته إنما هي طائفة من مختارات من الكتب المسندة، ككتاب «الحلية» لأبي نعيم ومختصره «صفة الصفوة»، وكتاب «التدوين في أخبار قزوين»، و«تاريخ بغداد» للخطيب البغدادي، ومؤلفات البيهقي «شعب الإيمان» وكتاب «الزهد الكبير»، و«المنتظم» لابن الجوزي وغيرها:
فمن رواته وطلبته: سعيدُ بنُ إسماعيلَ بنِ سعيد بن منصور الحِيريُّ النَّيْسَابُورِيُّ. قال السلمي في طبقات الصوفية، في ترجمة أبي عثمانَ، سعيدُ بنُ إسماعيلَ بنِ سعيد بن منصور الحِيريُّ النَّيْسَابُورِيُّ: وأصله من الرَّي، صَحِب قديماً، يحيى بنَ مُعاذ الرازيَّ، وشاهَ بن شُجاع الكِرْماني، ثم رحل إلى نَيْسابور، إلى أبي حَفْص، وصَحِبه وأَخَذ عنه طريقتَه، وهو - في وقته - من أَوْحد المشايخِ في سيرته، ومنه انتشر طريقةُ التصوفِ بنَيْسابورَ.
ومنهم: عبد الله بن عبد الرحمن البُوزنمَذي ومن روى عنه كما ورد في معجم البلدان لياقوت الحموي عند ذكره بلدة «بُورنَمذ» منها أبو أحمد عبد الله بن عبد الرحمن البُوزنمَذي الزاهد سمع يحيى بن معاذ الرازي روى عنه عبد الله بن مسعود بن كامل السمرقندي. منهم:
- إسماعيل بن الحسين الصوفي القزويني
- أحمد بن عبد الجبال المالكي
- جعفر بن نمير القزويني
- الحسن بن علويه الدامغاني
- الحسن بن علي بن يحيى
- السري بن سهل
- عبد الله بن صالح
- طاهر بن إسماعيل
- عبد الله بن سهل الرازي
- عبد الله بن محمد بن وهب
- محمد بن إسماعيل بن موسى
- محمد بن الحسين بن المعلى البلخي
- محمد بن محمود السمرقندي
- مكحول بن الفضل النسفي
- يحيى بن زكرياء المقابري
- أبو عثمان الزاهد
- أبو العباس بن حكمويه الرازي
- أبو العباس الماسرجسي
- أبو محمد الإسكاف
- أبو يعقوب القارئ

## مؤلفاته
اتفقت كلمة المترجمين له على كتابه «كتاب المريدين»، وقال من ترجمه من المعاصرين كالزركلي وكحالة بأنه مطبوع، وفي بعض نسخ الفهرست لابن النديم باسم «مراد المريدين»، ولم يوافقه أحد على هذه التسمية ما لم تكن من أخطاء النساخ، وهناك كتاب باسم «المناجاة والنوح» نسبه له أبو عبيد الله محمد بن عبد الله بن أبي بكر القضاعي البلنسي في كتابه «التكملة لكتاب الصلة» لابن بشكوال، من ترجمة عمر بن لب، مسندا إلى مؤلفه، فإن كان مؤلفه صاحبنا، فيصدق قول شيخي محمد بن الكبير حيث قال: الكتب كالحوانيت لا يغني كتاب عن كتاب، بحيث تجد المسألة العظيمة في الكتيب الصغير، ولا تجدها في الأمهات الكبار، وكلامه هذا كان في معرض مدحه لفصل سجود السهو من مختصر الأخضري.

## قالوا عنه
- قال الخطيب البغدادي في «المتفق والمفترق»: كان حكيم زمانه، دوَّن الناس كلامه، وجمعوا ألفاظه.
- وقال السُّلَمي في «طبقات الصوفية»: أحد الأوتاد، وكان أوحد وقته في فنه..
- وقال عنه ابن النديم في «الفهرست»: كان من الزهاد المتهجدين، وكان عابدا، وله أصحاب.
- وقال عنه الذهبي في «تاريخ الإسلام» وفي كتابه «العبر في أخبار من غبر»: يحيى بن معاذ الزاهد العارف كان عابداً صالحاً حكيم زمانه وواعظ عصره.
- وقال عنه القزويني في «آثار البلاد وأخبار العباد»: كان شيخ الوقت وصاحب اللسان في الوعظ والقبول عند الناس.
- وقال في «هدية العارفين»: الزاهد الواعظ من رجال التصوف.

## من أقواله
- «الصبر على الخلوة من علامات الإخلاص».[3]
- «ثلاث خصال من صفات الأولياء: الثقة بالله في كل شيء، والغنى به عن كل شيء، والرجوع إليه في كل شيء».[2]
- «أحسن شيء كلام صحيح، من لسان فصيح، في وجه صبيح، كلام دقيق، يستخرج من بحر عميق، على لسان رجل رفيق».[4]
- «عمل كالسراب، وقلب من التقوى خراب، وذنوب بعدد الرمل والتراب، ثم تطمع في الكواعب الأتراب، هيهات! أنت سكران بغير شراب ما أكملك لو بادرت أملك، ما أجلك لو بادرت أجلك، ما أقواك لو خالفت هواك».[4]

## اسم يحيى بن معاذ
واشتهر باسم «يحيى بن معاذ» ثلاثة كما نص على ذلك جماعة من المصنفين كابن الجوزي في «المدهش» بلفظه المسمون يحيى بن معاذ ثلاثة: أحدهم نيسابوري، والثاني رازي، والثالث تستري. والخطيب البغدادي في «المتفق والمفترق» بقوله: يحيى بن معاذ ثلاثة منهم:
1. يحيى بن معاذ بن مسلم العابد النيسابوري، حدث عن عبد الصمد بن علي بن عبد الله بن عباس روى عنه ابنه سليمان.[6]
2. يحيى بن معاذ أبو زكريا الواعظ الرازي كان حكيم زمانه دوَّن الناس كلامه وجمعوا ألفاظه وقد أسند أحاديث يسيرة عن إسحاق بن سليمان الرازي ومكي بن إبراهيم البلخي وعلي بن محمد الطنافسي روى عنه الحسن بن علويه الدامغاني.[7]
3. يحيى بن معاذ بن الحارث التستري الخ كلام الخطيب.

من اسمه «يحيى بن معاذ» غير الثلاثة السابقين:
والاقتصار على هؤلاء الثلاثة دون غيرهم لأنهم ممن رُوي عنهم الحديث، بخلاف غيرهم ممن نسب للإمارة أو الأدب فأخبارهم عند أبي الفرج في كتابه «الأغاني»، وقد ذكر الأصفهاني زميلا لأبي نواس وندمائه، يحمل اسم «يحيى بن معاذ». قال الذهبي في التاريخ: يحيى بن معاذ، متولي الجزيرة، من كبار قادة المأمون، توفي سنة ست ومائتين.

### استشهادات
1. ↑  خير الدين الزركلي (2002)، الأعلام: قاموس تراجم لأشهر الرجال والنساء من العرب والمستعربين والمستشرقين (ط. 15)، بيروت: دار العلم للملايين، ج. الثامن، ص. 172، OCLC:1127653771، QID:Q113504685
2. 1 2  طبقات الصوفية، تأليف: أبو عبد الرحمن السلمي، ص98-103، دار الكتب العلمية، ط2003.
3. ↑  طبقات الأولياء، تأليف: ابن الملقن، ص239.
4. 1 2  وفيات الأعيان، تأليف: ابن خلكان، ج6 ص165-167. "+++" نسخة محفوظة 26 يناير 2020 على موقع واي باك مشين.
5. ↑  حلية الأولياء::1051ـ71
6. ↑  ابن النديم: الفهرست 1: 184
7. ↑  أبو عبد الرحمن السلمي: طبقات الصوفية ص 107